# Соломіївська сільська рада (Гайворонський район)
Соломі́ївська сільська́ ра́да — адміністративно-територіальна одиниця та орган місцевого самоврядування в Гайворонському районі Кіровоградської області. Адміністративний центр — село Соломія.

## Загальні відомості
- Населення ради: 548 осіб (станом на 2001 рік)

## Населені пункти
Сільській раді підпорядковані населені пункти:
- с. Соломія

## Склад ради
Рада складається з 12 депутатів та голови.
- Голова ради: Кондратюк Олександр Іванович
- Секретар ради: Малярчук Валентина Анатоліївна

### Керівний склад попередніх скликань
| Прізвище, ім'я, по батькові  | Основні відомості | Дата обрання | Дата звільнення |
| ---------------------------- | --- | ------------ | --------------- |
| Кондратюк Олександр Іванович | Сільський голова, 1966 року народження, освіта середня спеціальна, член Партії національно-економічного розвитку України         | 26.03.2006   | 31.10.2010      |
| Кондратюк Олександр Іванович | Сільський голова, 1966 року народження, освіта середня спеціальна, член Партії регіонів                                          | 31.10.2010   | 25.10.2015      |
| Кондратюк Олександр Іванович | Сільський голова, 1966 року народження, освіта професійно-технічна, безпартійний, від Партії Блок Петра Порошенка «Солідарність» | 25.10.2015   |                 |

Примітка: таблиця складена за даними сайту Верховної Ради України та ЦВК

### Депутати VII скликання
За результатами місцевих виборів 2015 року депутатами ради стали:

#### За суб'єктами висування
| Суб'єкт висування                          | Кількість обраних депутатів | %     |
| ------------------------------------------ | --------------------------- | ----- |
| Партія Блок Петра Порошенка «Солідарність» | 8                           | 66.67 |
| Самовисування                              | 4                           | 33.33 |

#### За округами
| № округу | Прізвище, ім'я, по батькові         | Ким висунуто                                | Дата нар.  | Освіта              | Партійна приналежність | Відомості                                     |
| -------- | ----------------------------------- | ------------------------------------------- | ---------- | ------------------- | ---------------------- | --------------------------------------------- |
| 1        | Мирончева Раїса Михайлівна          | ПАРТІЯ "БЛОК ПЕТРА ПОРОШЕНКА «СОЛІДАРНІСТЬ» | 14.11.1969 | професійно-технічна | безпартійна            | Соломіївська школа, завгосп                   |
| 2        | Гулемба Сергій Іванович             | Самовисування                               | 17.04.1991 | загальна середня    | безпартійний           | тимчасово непрацюючий                         |
| 3        | Ковальчук Валентина Іванівна        | ПАРТІЯ "БЛОК ПЕТРА ПОРОШЕНКА «СОЛІДАРНІСТЬ» | 19.12.1965 | професійно-технічна | безпартійна            | Соломіївська школа, вчитель                   |
| 4        | Кондратюк Артем Юрійович            | Самовисування                               | 29.11.1990 | вища                | безпартійний           | м. Балта, Військовослужбовець за контрактом   |
| 5        | Комайгородська Таміла Володимирівна | Самовисування                               | 27.11.1976 | середня спеціальна  | безпартійна            | Бібліотечна філія № 19с. Соломія, бібліотекар |
| 6        | Годованець Олег Михайлович          | ПАРТІЯ "БЛОК ПЕТРА ПОРОШЕНКА «СОЛІДАРНІСТЬ» | 25.05.1978 | загальна середня    | безпартійний           | тимчасово непрацюючий                         |
| 7        | Цибульський Олександр Васильович    | ПАРТІЯ "БЛОК ПЕТРА ПОРОШЕНКА «СОЛІДАРНІСТЬ» | 07.01.1978 | професійно-технічна | безпартійний           | тимчасово непрацюючий                         |
| 8        | Золотов Микола Семенович            | ПАРТІЯ "БЛОК ПЕТРА ПОРОШЕНКА «СОЛІДАРНІСТЬ» | 15.05.1951 | загальна середня    | безпартійний           | пенсіонер                                     |
| 9        | Совик Світлана Миколаївна           | ПАРТІЯ "БЛОК ПЕТРА ПОРОШЕНКА «СОЛІДАРНІСТЬ» | 05.09.1977 | професійно-технічна | безпартійна            | тимчасово непрацюючий                         |
| 10       | Малярчук Валентина Анатоліївна      | ПАРТІЯ "БЛОК ПЕТРА ПОРОШЕНКА «СОЛІДАРНІСТЬ» | 16.04.1972 | професійно-технічна | безпартійна            | Сільська рада, Секретар с/р                   |
| 11       | Іщук Алла Михайлівна                | Самовисування                               | 20.02.1982 | загальна середня    | безпартійна            | По догляду за дитиною, підприємець            |
| 12       | Хмарук Степан Валентинович          | ПАРТІЯ "БЛОК ПЕТРА ПОРОШЕНКА «СОЛІДАРНІСТЬ» | 28.09.1969 | професійно-технічна | безпартійний           | тимчасово непрацюючий                         |

## Населення
За переписом населення України 2001 року в сільській раді мешкало 546 осіб.

### Мова
Розподіл населення за рідною мовою за даними перепису 2001 року:
| Мова       | Відсоток |
| ---------- | -------- |
| українська | 97,99 %  |
| російська  | 1,46 %   |
| білоруська | 0,18 %   |
| молдовська | 0,18 %   |